# Janvier 1765
Cette page présente les faits marquants du mois de janvier 1765.

## Événements
- 12 janvier : Publication de Apostolicum pascendi munus

## Naissances
- 2 janvier
  - Charles Hatchett (mort le 10 février 1847), chimiste britannique
  - Richard Westall (mort le 4 décembre 1836), dessinateur, graveur et peintre britannique
- 3 janvier : Nguyễn Du (mort le 16 septembre 1820), poète vietnamien
- 5 janvier
  - David Charles Odier (mort le 2 janvier 1850), banquier et homme politique suisse
  - Joseph-Gaspard d'Hoffelize (mort le 6 janvier 1849), homme politique français
  - Léopold de Rennette (mort le 15 octobre 1837), homme politique néerlandais
- 6 janvier
  - Antoine Joseph Claude Le Bel (mort en 1840), général français de la Révolution et de l’Empire
  - Carl Friedrich August Meisner (mort le 12 février 1825), ornithologue suisse
  - Charles Gaspard Elisabeth Joseph de Bailly (mort le 14 janvier 1850), militaire français
- 8 janvier : Abel-Jean-Baptiste Desvignes de Davayé (mort le 16 mars 1833), personnalité politique française
- 11 janvier
  - Antoine-Alexandre Barbier (mort le 5 décembre 1825), littérateur, bibliothécaire et bibliographe français
  - Michel Étienne Lenoir de La Cochetière (mort en avril 1797), général français de la Révolution et de l’Empire
  - Pierre Raymond Hector d'Aubusson (mort le 7 mars 1848), diplomate et homme politique français
- 12 janvier : Louis d'Andigné (mort le 1er février 1857), général et chef chouan pendant la Révolution française
- 13 janvier
  - Georges Grisel (mort le 22 juin 1812), militaire français
  - Jean-François de Saunhac-Belcastel (mort le 9 décembre 1853), évêque catholique français
- 17 janvier : Jean-Alexis Evrat (mort le 6 novembre 1835), médecin français
- 18 janvier
  - Alexandre Alexandrovitch Bibikov (mort en août 1822), général russe
  - François-Jean-Baptiste de Quesnel (mort le 8 avril 1819), militaire français
- 20 janvier
  - François Durand de Tichemont (mort le 26 décembre 1852), personnalité politique française
  - Jean Sébastien Falgayrac (mort le 2 avril 1850), personnalité politique française
  - Karl Samuel Leberecht Hermann (mort le 1er septembre 1846), chimiste allemand
- 21 janvier : Jonas Nicolaus Ahl (mort le 27 août 1817), zoologiste et botaniste suédois
- 22 janvier : Vincent Noussitou (mort le 6 mai 1823), personnalité politique française
- 24 janvier : Andreas Georg Friedrich von Katzler (mort le 12 juillet 1834), lieutenant général prussien
- 25 janvier
  - François Bertrand Dufour (mort le 13 octobre 1832), homme politique français
  - Guillaume Julien Pierre Goudelin (mort le 24 décembre 1826), personnalité politique française
  - Thomas Thynne (mort le 27 mars 1837), politicien britannique, 2e marquis de Bath
- 26 janvier : Jacques Roman (mort le 31 juillet 1835), député
- 27 janvier : Anne Jean Pascal Chrysostome Duc-Lachapelle (mort le 8 octobre 1814), astronome français
- 28 janvier : Pierre Mathieu Frontin (mort le 13 janvier 1839), personnalité politique française
- 29 janvier : Pierre Benoît François de Regourd de Vaxis (mort le 14 avril 1835), homme politique français
- 30 janvier
  - Charles Paulet (mort le 29 novembre 1843), noble britannique
  - Conrad Westermayr (mort le 5 octobre 1834), peintre allemand (1765-1834)
  - Jacques-Charles Bonnard (mort le 28 octobre 1818), architecte français
  - LeRoy Pope (mort le 17 juin 1844), planteur et avocat américain
- 31 janvier
  - François-Pierre Deschamps (mort le 22 août 1794), militant révolutionnaire français
  - Jean Baptiste Louis Joseph Billecocq (mort le 15 juillet 1829), avocat, homme politique, magistrat, poète, traducteur et éditeur de récits de voyage

## Décès
- 1er janvier
  - Étienne-Henri Harouard du Beignon (né le 31 janvier 1697), capitaine de navire et armateur rochelais
- 12 janvier
  - Johann Melchior Molter (né le 10 février 1696), compositeur et violoniste allemand
- 13 janvier : Tokugawa Munetada (né le 7 septembre 1721), samouraï
- 15 janvier : Carlmann Kolb (né le 29 janvier 1703), prêtre, organiste et compositeur allemand
- 19 janvier : Johan Agrell (né en février 1701), compositeur, violoniste et claveciniste
- 21 janvier
  - Christian Braunmann Tullin (né le 6 septembre 1728), poète norvégien
  - François Forestier de Villeneuve (né le 22 février 1698), ingénieur et architecte français